# Aeroportul Pamplona
Aeroportul Pamplona (IATA: PNA, ICAO: LEPP) este un aeroport din Navarra, Spania ce deservește zona Pamplona. Aeroportul a fost tranzitat în 2022 de 172.543 de pasageri. A fost deschis în 1930 și numit după zona deservită.
Situat la o altitudine de 444 m, aeroportul dispune de 1 pistă. Este operat de ENAIRE⁠(d).

## Infrastructură

### Piste
Aeroportul dispune de o singură pistă. Pista 16/34 are suprafața de asfalt și dimensiunile 2.207 m × . 